# 梅伊島
梅伊島是俄羅斯的島嶼，屬於法蘭士約瑟夫地群島的一部分，由阿爾漢格爾斯克州負責管轄，位於胡克島以南6.4公里和埃瑟里奇群島東北5公里，該島長1.5公里。